# Garaguly Károly
Garaguly Károly (Carl von Garaguly) (Budapest, 1900. december 28. – Stockholm, 1984. október 18.) magyar hegedűművész, karmester.

## Életpályája
Garaguly Károly fodrász és Rácz Júlia cseléd fiaként született. Csodagyerek volt. Első hegedűóráit édesapjától kapta. 1907–1908 között Budapesten Hubay Jenőnél tanult hegedűt Liszt Ferenc Zeneakadémián. 1910-ben koncertkörútra vállalkozott. 1914–1916 között berlini zeneiskolában Henri Marteaunál tanult, és tagja volt a Marteau Társaságnak is. 1917-ben a Berlini Filharmonikus Zenekar vezető helyettese lett.  
Hazatérése után Aradon a zenekonzervatórium hegedűtanára volt. 1923-ban Svédországba költözött, Göteborgban telepedett le. 1923–1930 között a Göteborgi Szimfonikus Zenekart vezette, emellett elsőhegedűse volt a Göteborgi Kvartettnek. 1930-ban vezető helyettes lett a Stockholmi Hangverseny Társaságnál (ma: Stockholmi Királyi Filharmonikus Zenekar), amely poszton szólókat is előadott. 1942–1953 között a Stockholmi Opera igazgatója volt. 1952-ben két koncertet vezényelt Londonban.  
1953–1958 között Berlinben volt karmester. 1959–1972 között az Arnhem Szimfonikus Zenekar (hivatalos nevén hollandul Het Gelders Orkest, HGO), valamint a dániai Sonderjyllands Symfoniorkester (1965-től) karmestere volt. Az 1960-as évek végétől többször szerepelt Magyarországon. 
Megalapítója volt a Garaguly-vonóskvartettnek. Hamvait végakarata szerint hazahozták; a budapesti Új köztemetőben szórták szét (1985. május 18.).

## Fordítás
- Ez a szócikk részben vagy egészben  a   Carl von Garaguly című angol Wikipédia-szócikk ezen változatának fordításán alapul.  Az eredeti cikk szerkesztőit annak laptörténete sorolja fel. Ez a jelzés csupán a megfogalmazás eredetét és a szerzői jogokat jelzi, nem szolgál a cikkben szereplő információk forrásmegjelöléseként.